# 平家平 (徳島県)
平家平（へいけだいら）は、徳島県那賀郡那賀町に位置する山である。標高1,603.5m。

## 地理
旧那賀郡木頭村と同郡木沢村の境界に位置。中部山渓県立自然公園に属する。
山名は平家伝説によるもの。平家の落人が剣山からこの地に落ちのび、平家平の峠まで馬の調教に行ったという伝承が残る（神社誌）。
登山コースは、国道195号から旧木頭村の蟬谷林道へ入り、その終点から登る。1時間ほどで蛇石神社につく。神社には通夜堂があり素泊まりもできる。岩倉峠への登りは急で足場もよくない。
岩倉峠から平家平までの稜線はスズタケを主とするやぶを分ける道のりである。蛇石神社からは約3時間30分かかる。登山口の蝉谷神社は事代主命を祀り、農村舞台もあってとってんてん踊りが残されている。